# Корреджо (город)
Корре́джо (итал. Correggio, эмил.-ром. Curèz) — город в Италии, родина художника Антонио Аллегри, получившего в честь места рождение своё прозвание «Корреджо».
Корреджо расположен в провинции Реджо-нель-Эмилия области Эмилия-Романья, на расстоянии около 350 км к северо-западу от Рима, 55 км к северо-западу от Болоньи, 14 км северо-восточнее Реджо-нель-Эмилии.
Покровителем коммуны почитается святой Квириний Сисцийский, празднование 4 июня.

## История
Графиня Корреджо поэтесса Вероника Гамбара — самая знаменитая из его правителей.

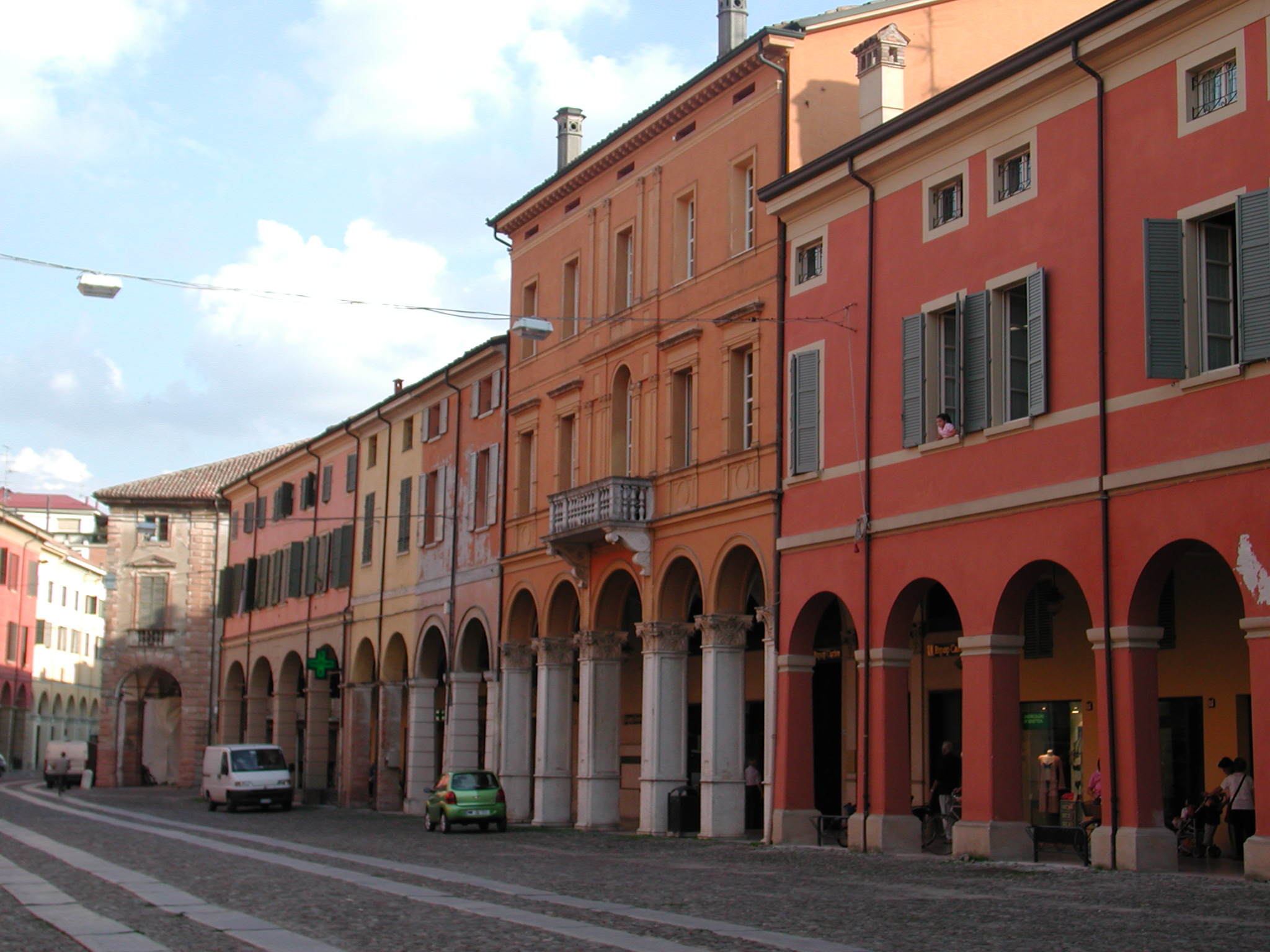
Улица города Корреджио

В 1508 году состоялась помолвка Вероники с кузеном, Гиберто Х, графом Корреджио. У 50-летнего вдовца было уже две дочери (от Виоланты Рико, потомка Пико делла Мирандола), в то время как Веронике было 23 года. В 1509 году они поженились в Амальфи. У пары было два сына: Иполлито (р. 1510), который стал кондотьером, как и отец, и 24 января 1534 года женился на Кьяре да Корреджо, и Джироламо (р. 1511), будущий кардинал. Овдовев и став регентшей, свой маленький двор графиня превратила в подобие литературного салона, где себя прекрасно чувствовали ренессансные гуманисты.
23 марта 1530 и в январе 1533 года император посетил её город и во время первого визита подписал с ней договор (позже нарушенный) о том, что Корреджио не будет подвергаться осадам. В 1538 году графиня организовала успешную оборону своего города от соседнего герцога Галлеото Пико делла Мирандола. Сохранились письма, в которых она описывает голод, от которого страдают осаждённые горожане. Между 1546 и 1550 годами император уже выплатил городу сумму на строительство крепостных стен, желая иметь в своих владениях крепость.

## Уроженцы
- Корреджо — художник, получивший прозвище по родному городу